# Phryno leucomelas
Phryno leucomelas là một loài ruồi trong họ Tachinidae.